# 德基水庫
德基水庫，原稱為達見水庫，位於台灣台中市和平區大甲溪上游，即台8線中橫公路62公里處，是隸屬於台灣電力公司的一個高山型水庫，為台中地區最大水庫。德基水庫於1969年12月8日開工興建，1973年12月水庫開始蓄水，1973年6月26日達到首期發電初步需求，1974年9月全部完成。完工時，由當時的總統蔣中正命名為「德基水庫」。（語出春秋時代鄭國大臣子產名言：「德，國家之基也。」）
德基水庫是台灣第一座由混凝土為材料所構成的雙曲線薄型拱壩，大壩高度為180公尺，長度為290公尺，頂部寬度為4.5公尺，弧線造型結構優美，係目前台灣最高之水壩。德基水庫的集水區橫跨台中市、南投縣和宜蘭縣等三個縣市，面積達592平方公里，而蓄水面積約為454公頃，總蓄水量約為1億7千3百萬立方公尺，大壩蓄水形成一鵝蛋形大湖，容量僅次於曾文、翡翠、石門水庫，是目前台灣蓄水量第四大的水庫。德基水庫設有3座豎軸法蘭西式的水輪發電機機組，提供水力發電。除了具有發電的功能以外，並兼有給水、防洪及灌溉等多種功能。水庫正常水位達到海拔1400公尺，是台灣海拔最高的水庫，而緊急時水位可以到達1408公尺，並且可配合水庫下游各水力發電廠的需求而調節水位，是臺灣中部地區重要的多目標水庫。

## 計畫

### 日治時期
1934年（昭和9年），台灣總督府土木部技師八田與一與土木部名取技師、台南州土地課長木田技師、台灣電力株式會社隅田技師等八人，由花蓮橫越中央山脈，抵達大甲溪流域的達見，實地調查，尋找適合建造水庫的地點。1935年，日本政府配合當時新高港建港計畫，開始積極開發大甲溪的水力資源。最初選定的壩址位於合歡溪附近，後來發現德基（達見）更適宜興建高壩，遂以德基大壩為主要樞紐，並擬定大甲溪水力資源開發計畫，預計在大甲溪上游達見興建一座210公尺高的重力式鋼筋混凝土水壩，儲水量3億2,800萬立方公尺的水庫，水庫常水位標高1,420公尺，經台電會社土木部長增谷悠規劃，主辦大壩設計吉越盛次技師、參與電源開發生出久也技師等人研究的結果，分八級開發，分別以發電所所在地為廠名，由上游到下游依次為達見（德基）、下達見（青山）、上明治（上谷關）、明治（谷關）、天冷（天輪）、豐原第一（馬鞍）、豐原第二及豐原第三。這八個發電所由台灣電力株式會社籌建，總容量為45萬8000瓩，超越日月潭水力的17萬8,700瓩。當時電力工程進行一半，1944年10月因戰事而停頓，只是一直到太平洋戰爭結束為止，皆未完成。

### 戰後時期
1945年日本無條件投降，同年11月9日國民政府成立台電監理委員會，朱江淮被任命為該會專員，協助辦理接收工作。1946年，國民政府完成對「台灣電力株式會社」的接收工作，成立台灣電力公司，由台電公司接手繼續未完成的計畫，隨即成立工程諮詢小組，延攬國外專家舉行諮詢會議。最初議定德基水庫的滿水位標高為1460公尺，大壩高度為240公尺，預算為4000萬美元。後來因考慮大壩結構的安全性，最後以滿水位標高為1408公尺、壩高為180公尺定案。

## 興建
德基大壩位於大甲溪與必坦溪合流點下游約50公尺處，原名為「達見水庫」，為國內目前最高之混凝土拱壩（180公尺）。本工程之設計是由台灣電力公司聘請意大利艾克（ELC-Electroconsult）顧問公司為工程顧問，負責基本設計及協助發包與施工檢驗。細部設計及永久發變電設備圖說之圖審則委託中興工程顧問社辦理。施工由義大利與日本聯營之土努諾熊谷組德基水壩建設聯營無限公司（Torno-Kumagai J.V for Tachien）承包，當年的造價為新台幣51億元。台電負責工程督導、檢驗及試驗工作，執行則由台電達見工程處負責。主體工程於1969年12月正式開工，1973年12月水庫開始蓄水，全部工程於1974年9月完工，共計31人殉職，可見工程之艱鉅，為了紀念因築水庫而殉職者，時任總統蔣中正改名為「德基」。完工後由德基發電廠（目前為大甲溪發電廠）負責運轉維護。

## 運作
德基水庫於1974年完成後，當時水庫下游的青山、谷關及天輪電廠皆已先後完工並串聯運作。在台灣用電尖峰時段，大甲溪各電廠一起配合運轉發電，得有效增加電力之供應，是大甲溪水力發電的樞紐，其地位相當重要。水庫壩體頂部有5道排洪閘門，而進水口設在大甲溪南岸的壩座附近。另外，在壩址下方，位於大甲溪北岸的志樂溪上游興建一座小型引水壩及引水隧道，將志樂溪的溪水引入德基水庫。同時在必坦溪的出口附近增設一道排洪設施，大雨時可將洪水經隧道排放至青山壩的下游，以減輕德基水庫大壩的負擔。德基水庫的下游為青山壩攔德基尾水形成的調整池，以大甲溪北岸的壓力隧道引水至青山電廠發電，是下達見工程於1968年至1969年所建，主要係利用德基水庫電廠發電後之尾水發電。

## 基本資料
- 集水面積：592平方公里(含志樂溪集水面積78平方公里)
- 最高常水位：1400公尺
- 滿水位標高：1408公尺
- 滿水位面積：454公頃
- 總蓄水量：23200萬立方公尺
- 計畫有效蓄水量：18300萬立方公尺
- 現存有效蓄水量：15596萬立方公尺
- 計畫年運用水量：3億2仟萬立方公尺
- 壩型：混凝土雙曲線薄型拱壩
- 壩頂標高：1411公尺
- 最大壩身高度：180公尺
- 壩頂長度：290公尺
- 壩頂寬度：4.5公尺
- 壩體體積：456,000立方公尺
- 溢洪道型式：閘門控制溢流
- 溢洪道控制水門型式：弧形閘門5座
- 出水工型式：河道放水口
- 出水工控制水門型式：環滑閘門及何本閥
- 沖刷道：固定輪閘門
- 排洪設施設計流量：6,400立方公尺/秒
- 工程費：51億3仟萬元
- 其他附屬設施：發電機組數3組，每機組裝置容量78,000KW，合計234,000KW
- 發電：年發電量4億1仟萬KWh

## 圖集

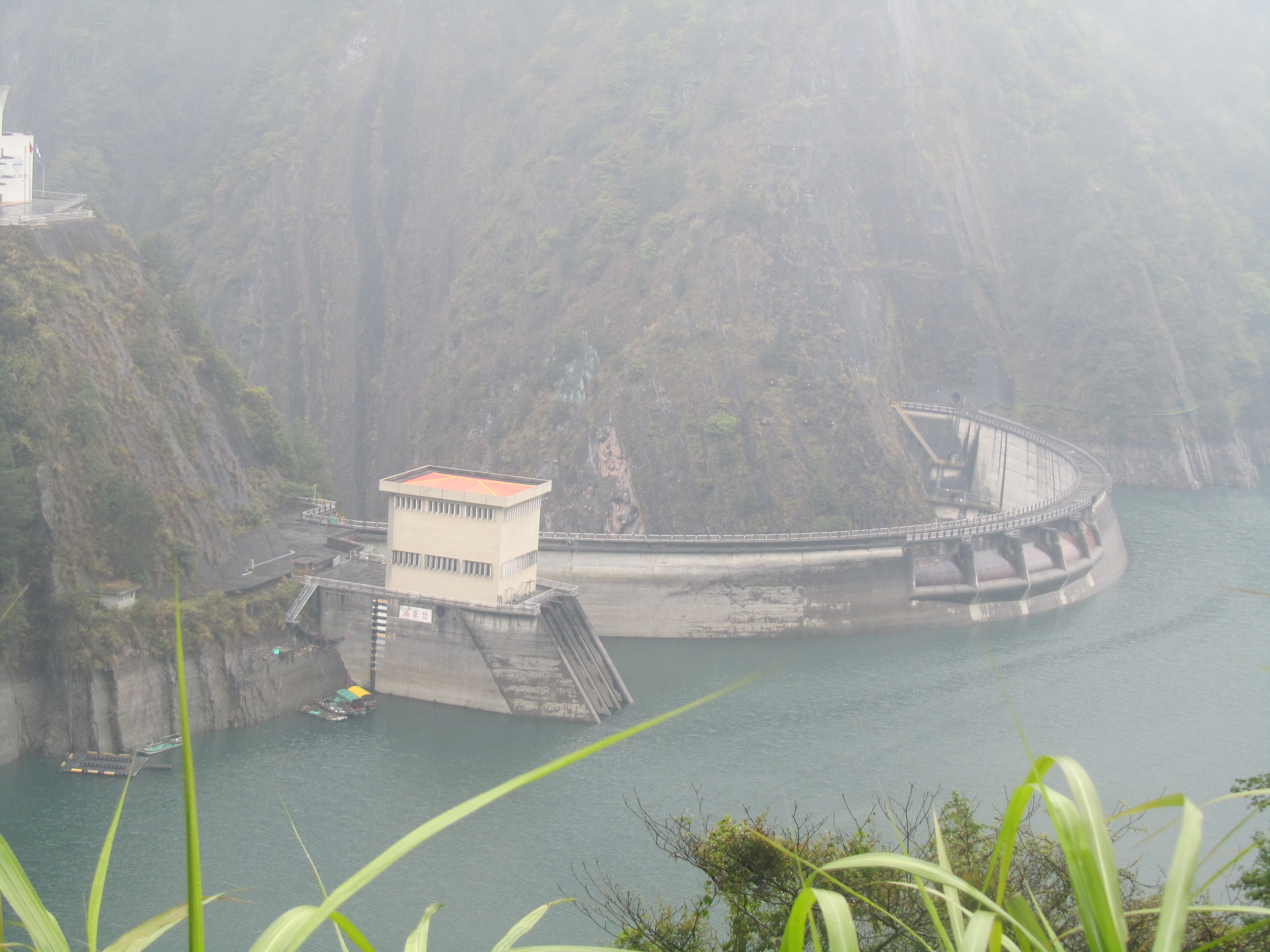
俯瞰德基水庫的壩頂。
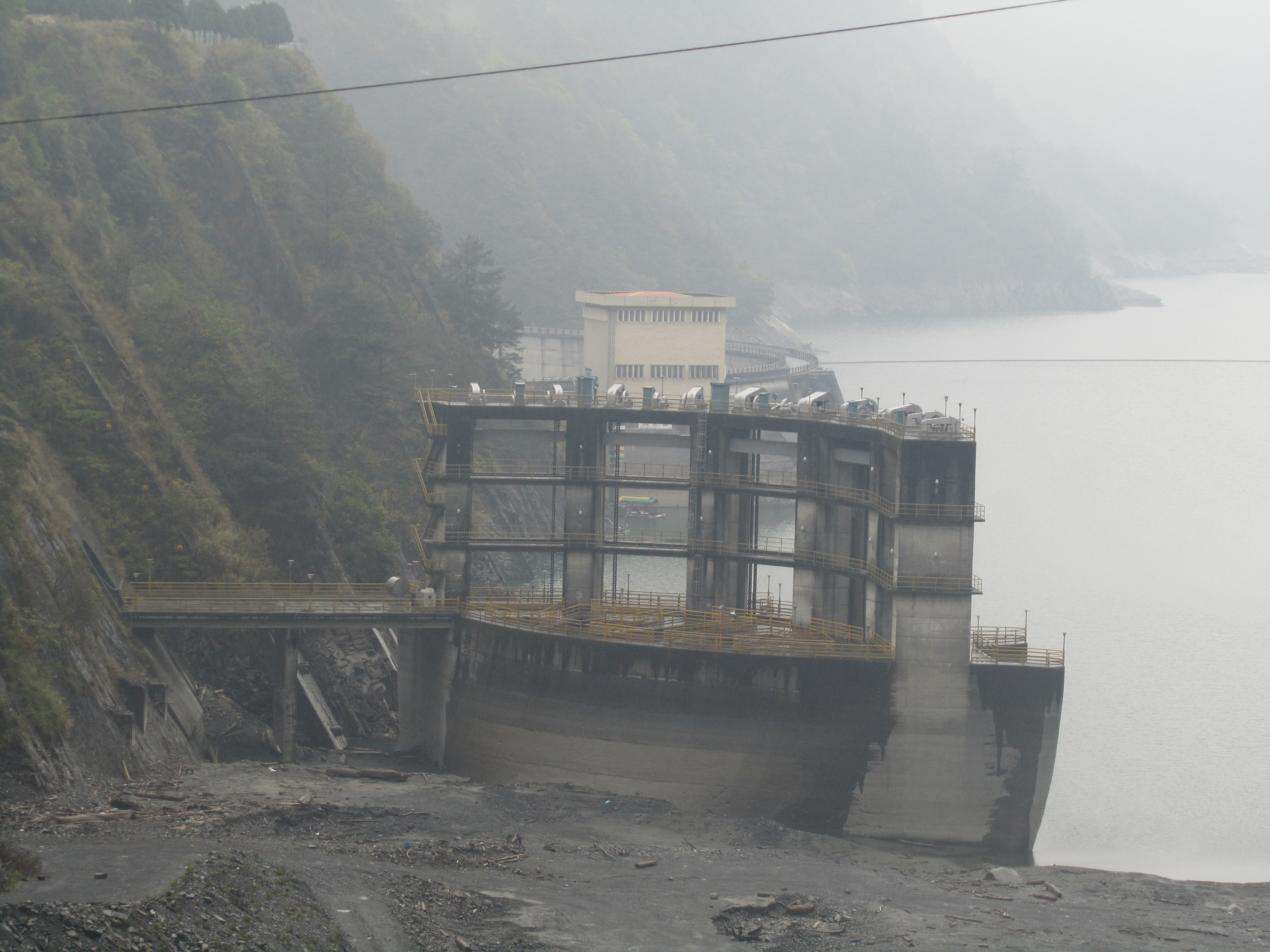
德基水庫的排洪隧道口。
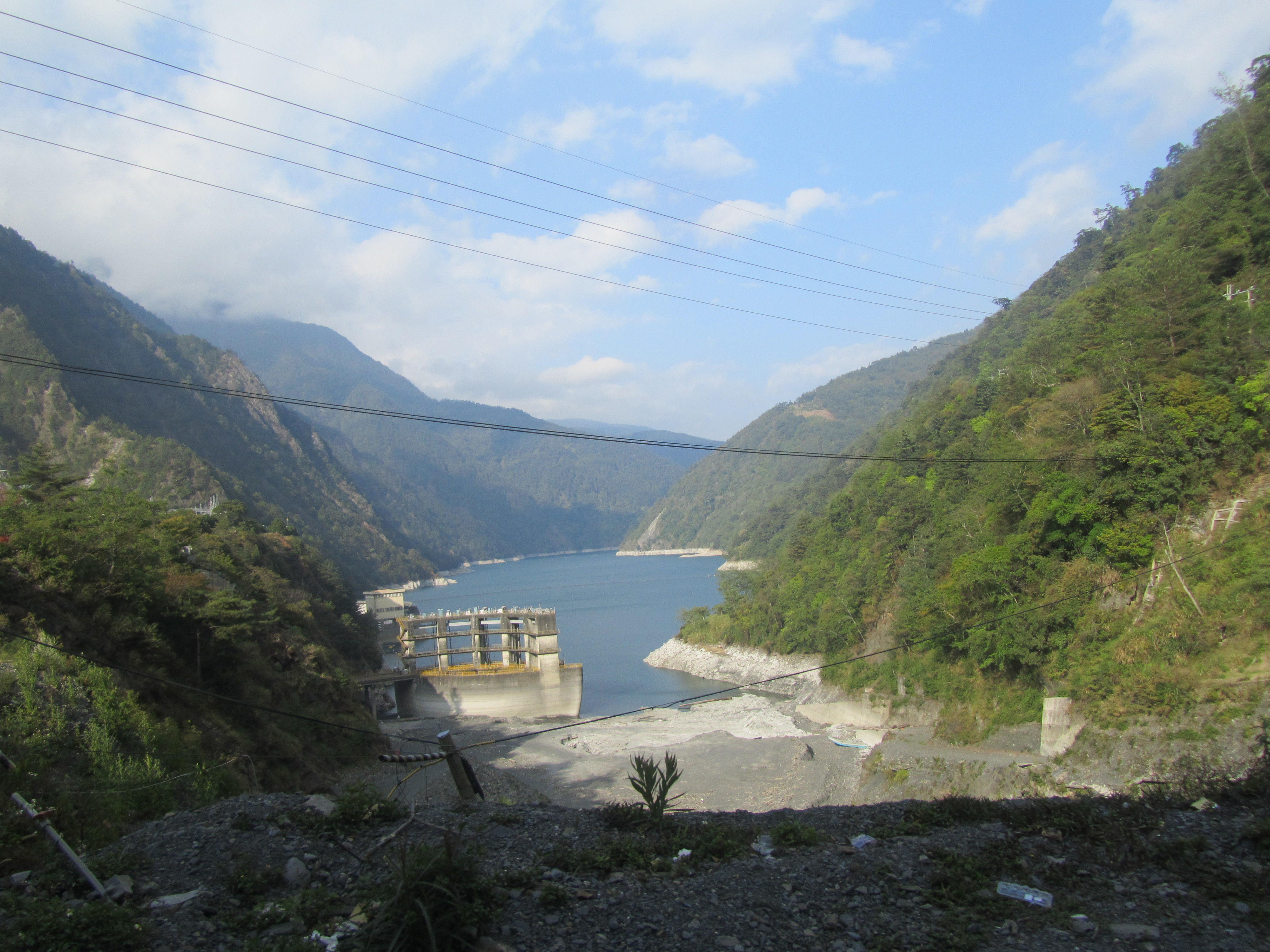
自台8線往梨山方向攝德基水庫。前為排洪隧道口。
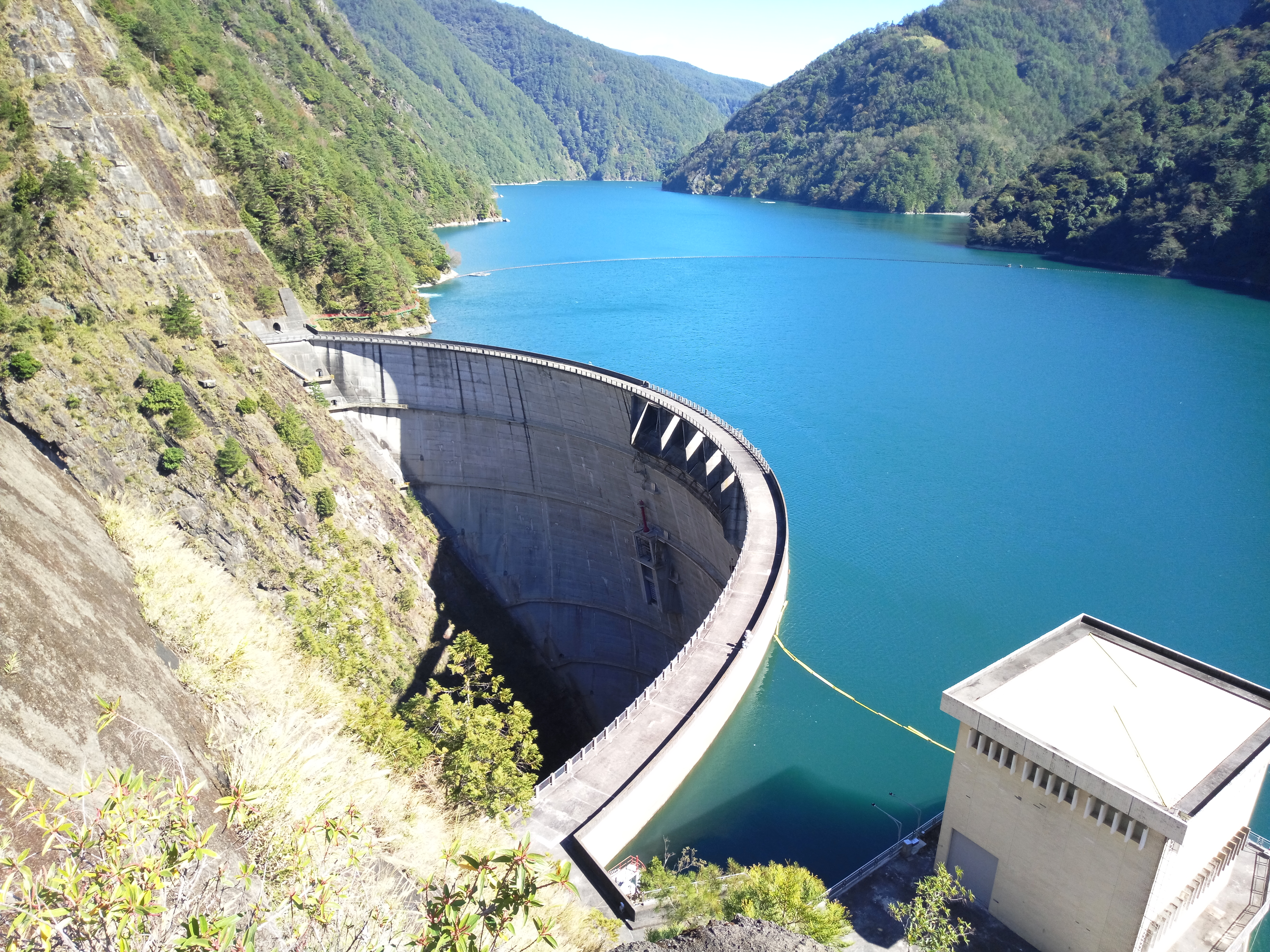
從台電大甲溪發電廠德基分廠遠眺德基水庫大壩與庫容區。
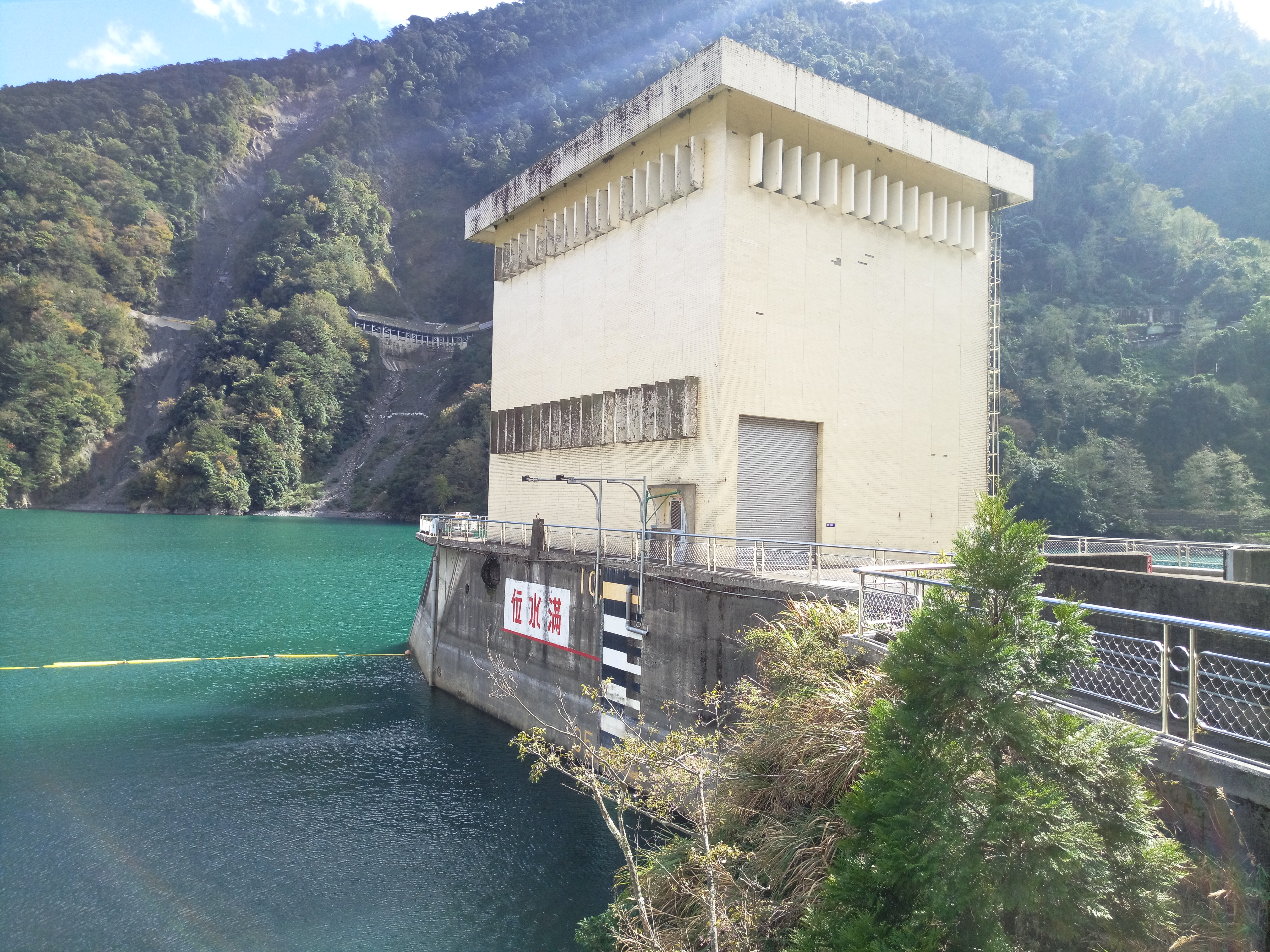
大甲溪發電廠德基分廠於德基水庫的發電進水口控制站。
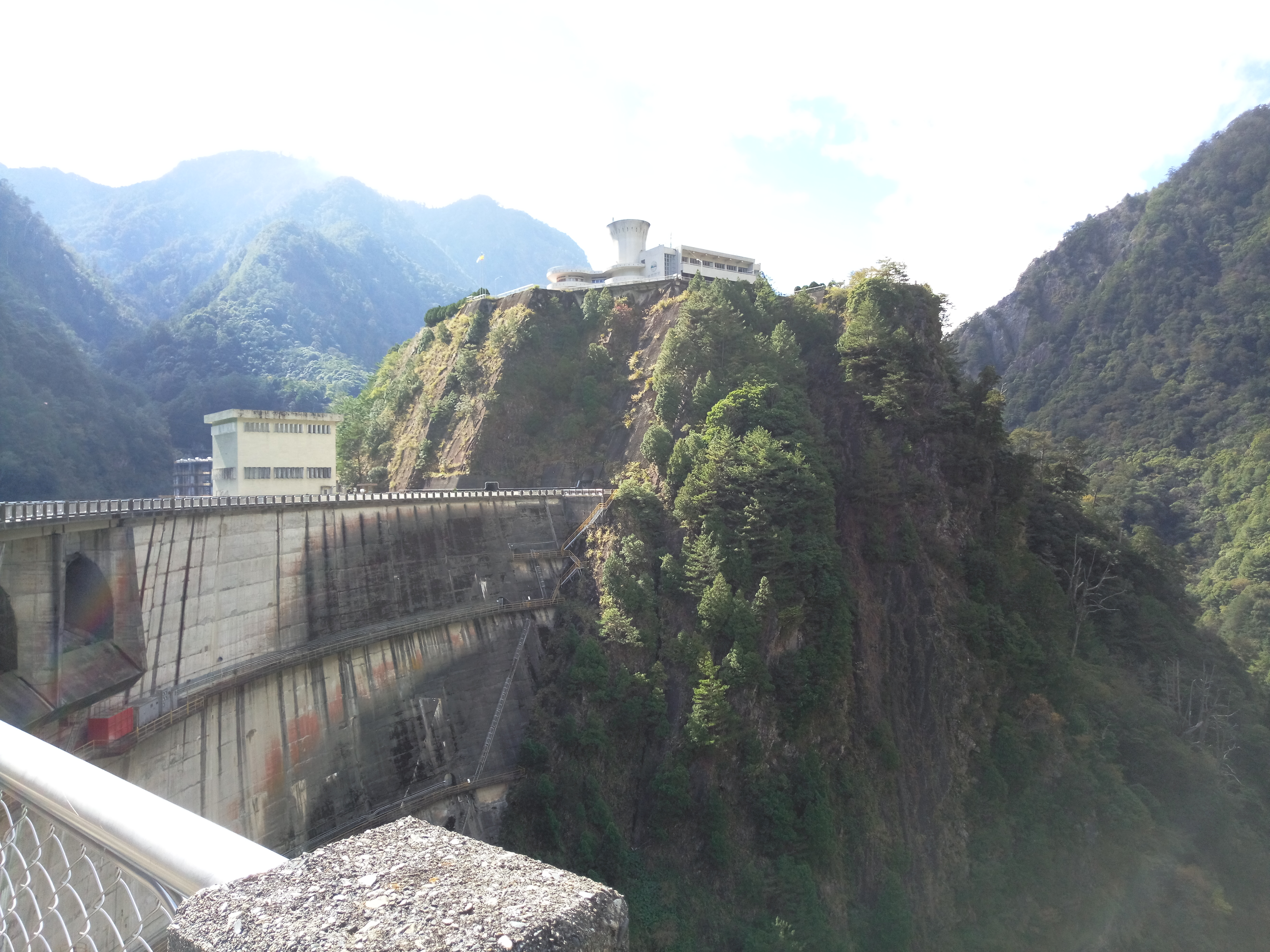
從德基水庫大壩壩頂遙望德基分廠的控制中心大樓。
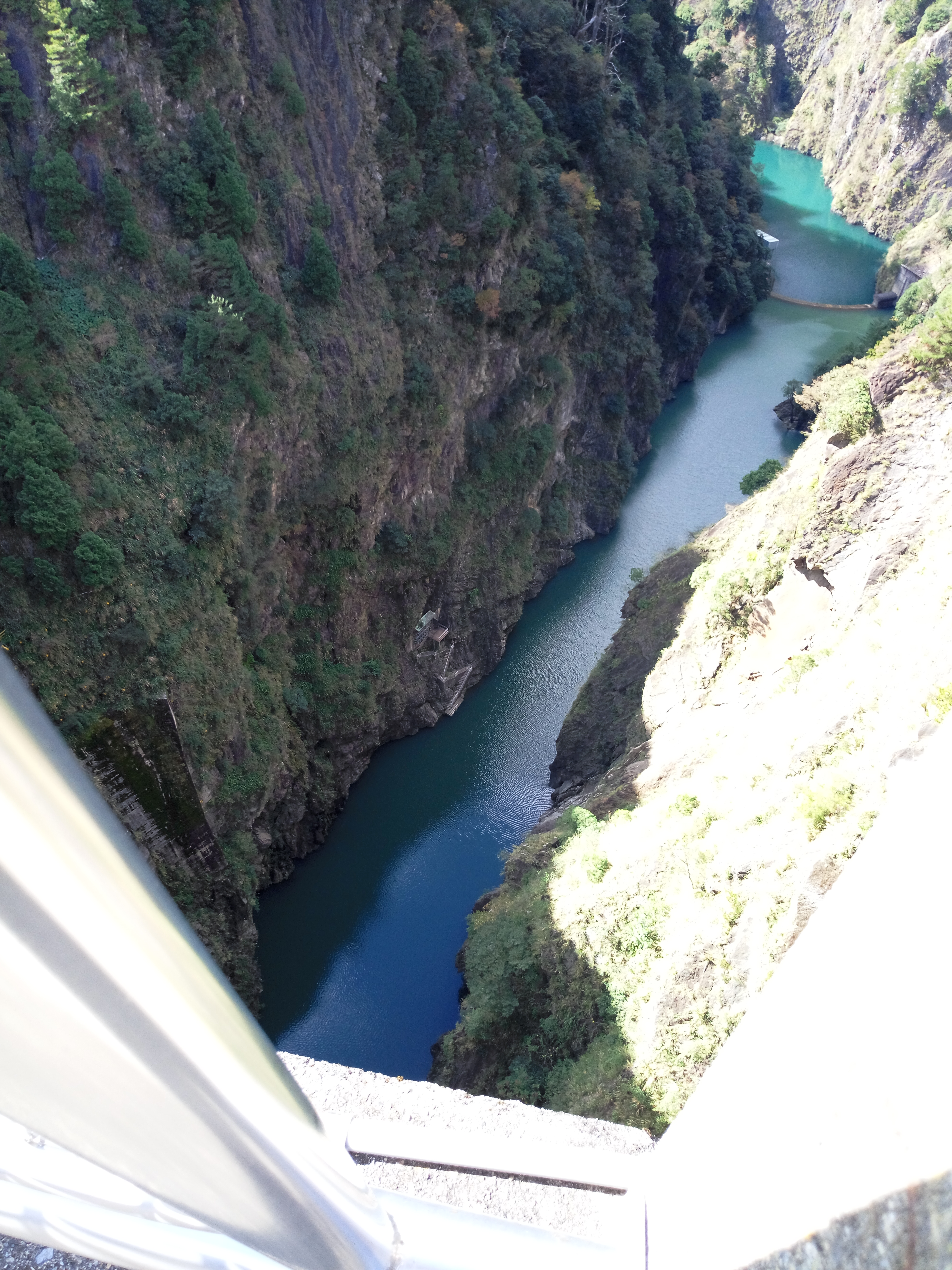
從德基水庫大壩壩頂向下游眺望，可看到副壩所形成之靜水池與德基分廠發電尾水的出口。

## 大事記
- 1999年7月17日，一架中華民國陸軍第602空中騎兵旅AH-1眼鏡蛇直升機於執行常態演習訓練任務時，墜落德基水庫，造成2名軍官殉職。
- 2004年的七二水災所帶來的豪雨，將德基水庫集水區域內數量龐大的樹木沖刷至水庫內，形成漂流木，嚴重阻塞德基水庫的發電廠出水口，影響水庫的正常運作。
- 2021年遭遇嚴重乾旱，直到五月累積降雨量依然為零，2021年5月21日水庫蓄水率已降至1.36%，創歷史新低，供水量只剩不到8天，衝擊台中282萬人民生用水。[7]

## 地址
- 大甲溪發電廠：（42441）台中市和平區天輪里東關路二段91號

## 延伸閱讀
- 王執明等/撰文，王慶華等/攝影，《台灣土地故事》，台北，秋雨文化，2003年。ISBN 9578236263
- 王鑫、何立德/合著，《台灣的湖泊》，台北，遠足文化，2002年。ISBN 9868015456
- 黃兆慧著，《台灣的水庫》，台北，遠足文化，2002年。ISBN 9868015499

## 腳註
1. ↑   (PDF).   [2021-06-02]. （原始内容存档 (PDF)于2020-08-10）.
2. 1 2 3 4 5  . 台電大甲溪發電廠. 2012-02-17  [2013-06-23]. （原始内容存档于2013-06-24） （中文（臺灣））.
3. ↑   (PDF). 台灣電力公司.   [2014-01-08]. （原始内容 (PDF)存档于2013-12-19） （中文（臺灣））.
4. 1 2 3  朱瑞墉.  (PDF). 台灣綜合研究院.   [2014-01-18]. （原始内容 (PDF)存档于2016-06-03） （中文（臺灣））.
5. 1 2  . 行政院公共工程委員會.   [2013-06-23]. （原始内容存档于2014-01-08） （中文（臺灣））.
6. ↑  下達見工程於1964或1965年開工, 1969或1970年完成。
7. ↑  陳淑娥. . 中時新聞網.   [2021-05-12]. （原始内容存档于2021-05-12）.

## 外部連結
- （繁體中文）CTIN台灣旅遊聯盟-德基水庫旅遊景點介紹
- （繁體中文）台灣電力公司 （页面存档备份，存于）
- （繁體中文）經濟部水利署全球資訊網-德基水庫 （页面存档备份，存于）
- （繁體中文）德基水庫水質管理網頁 （页面存档备份，存于）
- （繁體中文）台灣地區主要水庫蓄水量報告表 （页面存档备份，存于）
- （繁體中文）德基水庫－臺中觀光旅遊網 （页面存档备份，存于）
- （繁體中文）台灣水庫即時水情 （页面存档备份，存于）
- （繁體中文）台灣華文電子書庫-臺灣大甲溪水力發電計劃 （页面存档备份，存于）